# Подкланець (Содражиця)
Подкланець (словен. Podklanec) — поселення в общині Содражиця, регіон Південно-Східна Словенія, Словенія.